# Burgruine Wolfstein (Isar)
Die Burg Wolfstein ist die Ruine einer hochmittelalterlichen Höhenburg auf 450 m ü. NN oberhalb der südlichen Isarhangleite, wenige Kilometer südwestlich von Niederaichbach im östlichen Teil (Stadtteil Auloh) der kreisfreien Stadt Landshut in Niederbayern. Sie liegt in der Gemarkung Wolfsbach bzw. im Stadtbezirk 07 Frauenberg.

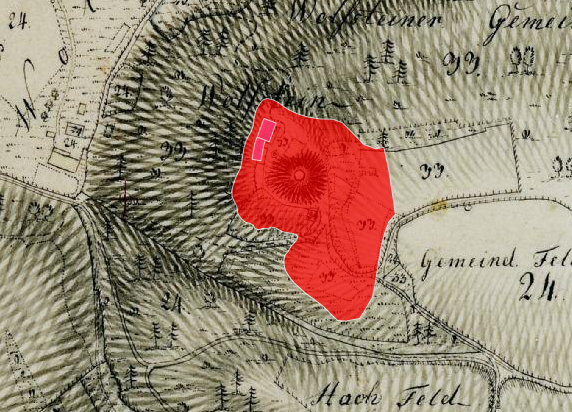
Lageplan der Burgruine Wolfstein (Isar) auf dem Urkataster von Bayern

Die ehemalige Burganlage ist als Bodendenkmal mit der Nummer D-2-7439-0066 vom Bayerischen Landesamt für Denkmalpflege und der Beschreibung „mittelalterlicher Burgstall "Wolfstein"“ erfasst. Das Bauernhaus mit den verbauten Resten der Burg wurde als Baudenkmal mit der Nummer D-2-61-000-612 in die Denkmalliste aufgenommen und ist Teil der Baudenkmäler in Landshut-Frauenberg.

## Geschichte

### Frühgeschichte
Ältere Quellen berichten, dass in römischer Zeit auf dem Gelände von Burg Wolfstein entweder ein Kastell oder ein Wachturm stand. Des Weiteren wird angenommen, dass sich im 8. Jahrhundert auf einem Hügel, der sich in der Mitte des Burghofes erhob und im 19. Jahrhundert abgetragen wurde, ein Turm oder eine Warte befand.

### Gründungszeit
Im 12. Jahrhundert waren die Berggipfel, auf denen sich heute die Ruine Wolfstein, der benachbarte Burgstall Schaumburg und der Burgstall Neudeck befinden, Sitz des Edelgeschlechts de Scovenburg. Damit ist wahrscheinlich das Adelsgeschlecht der Schauenburger mit der Schauenburg als Stammsitz gemeint. Aus einem Schenkungsbuch des Stifts Obermünster geht hervor, dass Ulrich von Schawenberg, der Sohn von Henricus de Scovenburg, die Burg erhielt und sich deshalb Ulrich von Wolfstein („Udalricus de Wolfstain“) nannte. Gemeinsam mit seinem Bruder Heinricus dem Jüngeren, der die benachbarte Veste Schaumburg bekam, übte er von 1110 bis 1141 das Amt des Vogtes im Kloster Sankt Emmeram aus. Mit dem Erbe der Schaunberger kam Wolfstein dann um 1170 an die Wittelsbacher.

### Zeit der Wittelsbacher
Am bekanntesten ist Burg Wolfstein, weil auf ihr 1252 Konradin, der letzte legitime männliche Erbe aus der Dynastie der Staufer, geboren wurde. Die Eltern des späteren Königs von Jerusalem und Sizilien waren der deutsche König Konrad IV. und Elisabeth von Bayern, eine Tochter von Herzog Otto II. dem Erlauchten. Das Schicksal Konradins, der 1268 mit nur 16 Jahren in Neapel hingerichtet wurde, bewegte die zeitgenössische Gesellschaft und auch noch nachfolgende Generationen.
Im 14. Jahrhundert war die Burg unter dem römisch-deutschen Kaiser Ludwig dem Bayern ein Jagdschloss, das er 1347 seiner zweiten Ehefrau Margarethe I. von Holland als Unterpfand für ihre Mitgift überschrieb. Ein Jahr später wurde urkundlich festgehalten, dass auch die Söhne des Kaisers, Ludwig V., Stephan II. und Ludwig VI., berechtigt waren, die Burg zur Jagd und für Vergnügungen zu nutzen. Des Weiteren lebte Otto V. nach seiner Entmachtung als Markgraf von Brandenburg auf Wolfstein und verstarb dort im Jahr 1379. Der Sage nach soll er hier ein Verhältnis mit einer schönen Müllerin von einer nahegelegenen Mühle, namens Margret oder Margareth („Gretl“), gehabt haben, nach der der heutige Ortsteil Gretlmühle benannt sein soll. Nach seinem Tod wurde Otto im Kloster Seligenthal in Landshut bestattet.
Heinrich XVI. beherbergte 1417 auf Burg Wolfstein Jörg von Gundelfingen. Dieser war ein Gläubiger von Stephan III. und Gegner von Ludwig VII. bei dessen langjährigem Konflikt mit Heinrich nach der bayerischen Landesteilung von 1392. Am 21. Oktober 1418 gab Heinrich XVI. die Burg als Leibgedinge an Schweiker den Jüngeren, dem Bruder Jörg von Gundelfingens.

### Späte Jahre

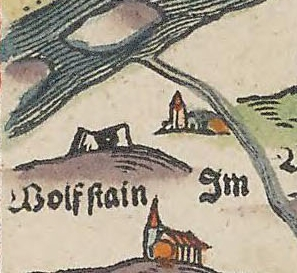
Bereits 1568 wurde Wolfstein auf den Bairischen Landtafeln von Philipp Apian als Ruine dargestellt

In späteren Jahren soll Wolfstein eine Raubritterburg gewesen sein, was allerdings angezweifelt wird, da aus den Jahren 1456, 1493, 1496 und 1499 Rechnungen von Abgaben, Zehnten und Bauarbeiten erhalten sind.
1517 wurde damit begonnen, die Dächer und Teile der Gebäude der Burg abzutragen. Wann der vollständige Abriss bis auf die Grundmauern erfolgte, ist nicht überliefert. Belegt ist, dass man noch 1521 Anleit an die Burg gezahlt hatte. „Anleit“ meint „die Einweisung eines Berechtigten in den Besitz eines Grundstückes, eines Bauerngutes, eines städtischen Hauses oder einer sonstigen Liegenschaft“ bzw. das dafür zu entrichtende Entgelt. 1523 wurden Bauarbeiten an einer Tafernwirtschaft auf Wolfstein vorgenommen. Herzog Ludwig X. ließ 1536/1537 die Steine der Burg nach Leonsberg bei Pilsting transportieren, um das dortige Schloss, das 1504 im Landshuter Erbfolgekrieg zerstört wurde, wieder aufbauen zu lassen.

## Beschreibung

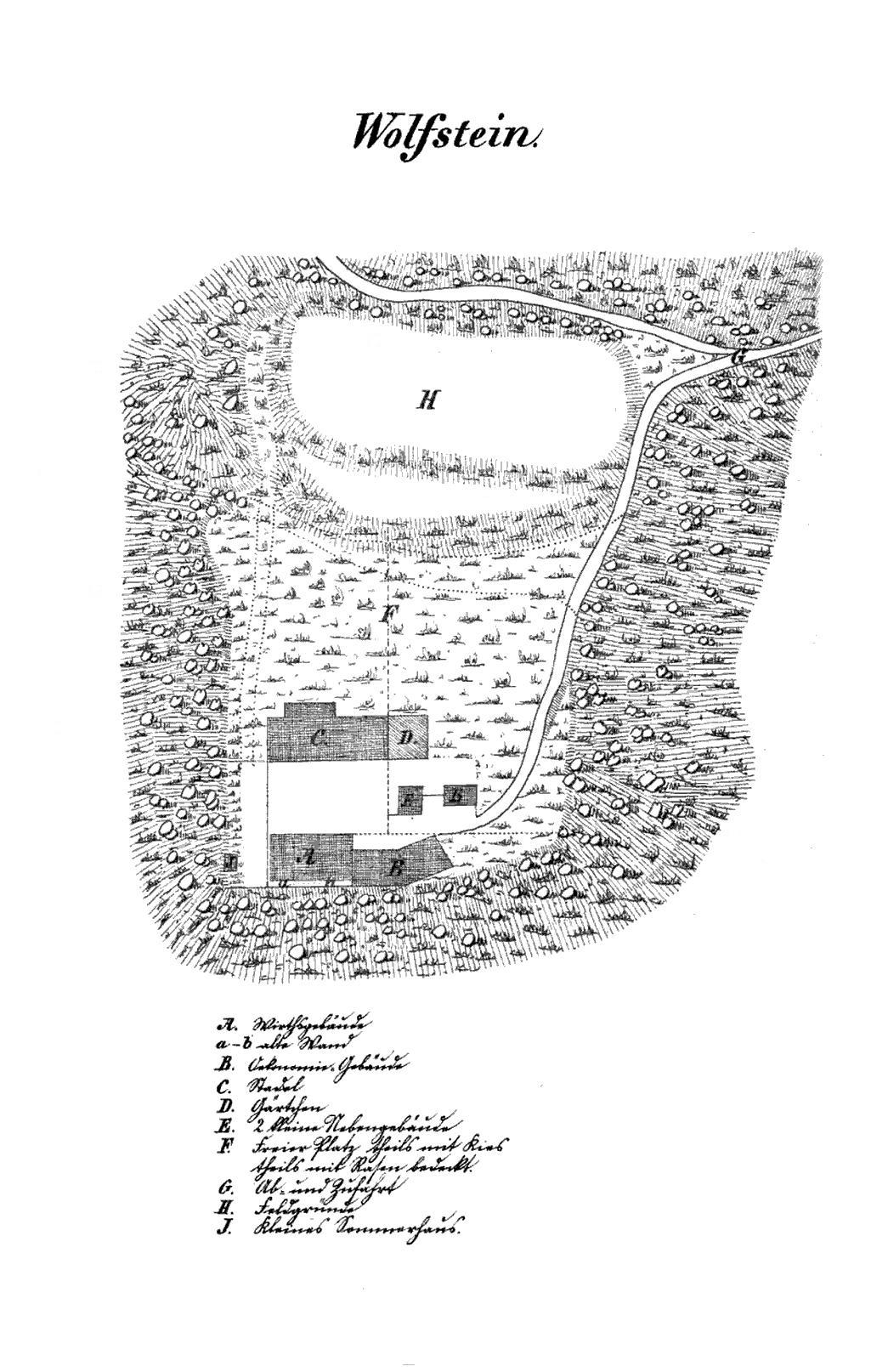
Grundriss von Wolfstein (1872):
A. Wirtsgebäude
a–b alte Mauer
B. Ökonomie-Gebäude
C. Stadel
D. Gärtchen
E. 2 kleine Nebengebäude
F. freier Platz, teils mit Kies, teils mit Rasen bedeckt
G. Ab- und Zufahrt
H. Feldgründe
I. kleines Sommerhaus

Burg Wolfstein hatte ähnlich große Ausmaße, wie die nahegelegene Burg Trausnitz, was man am Grundriss des Geländes erkennen kann. Die Reste der Burg bestehen heute aus Grundmauern und drei verschieden großen, rechteckigen Kellern mit einem Tonnengewölbe aus dem 16. Jahrhundert, von denen der größte eine Mittelsäule hat.
An der Stelle des ehemaligen Hauptgebäudes steht heute ein landwirtschaftliches Anwesen, das um 1800 erbaut wurde. Die erhaltenen Teile der Burg Wolfstein wurden in den Bau miteinbezogen. Insbesondere eine 15 bis 18 Meter lange und 1,5 bis 2 Meter breite, leicht geknickte Mauer der ehemaligen Burg bildet an der Westseite die Schlusswand des heutigen Hauses. Sie verläuft in Richtung des Steilhangs an ihrem äußersten Rand entlang.
Das Bauernhaus ist ein zweigeschossiger Walmdachbau mit gemauertem Erdgeschoss und einem Obergeschoss in verschlemmter Blockbauweise. Der langgestreckte Stall mit flachem Tonnengewölbe in Stichkappenform wurde Anfang des 19. Jahrhunderts errichtet.
Vom 19. Jahrhundert bis 1965/1970 gehörte zu dem Hof ein Wirtshaus, dessen Vorgänger eine Tafernwirtschaft war. Am Haus ist eine Gedenktafel an die Geburtsstätte von Konradin aus dem Jahr 1873 angebracht.

Darstellung der Kellergewölbe und Blick auf Wolfstein (Die Gartenlaube, 1891)
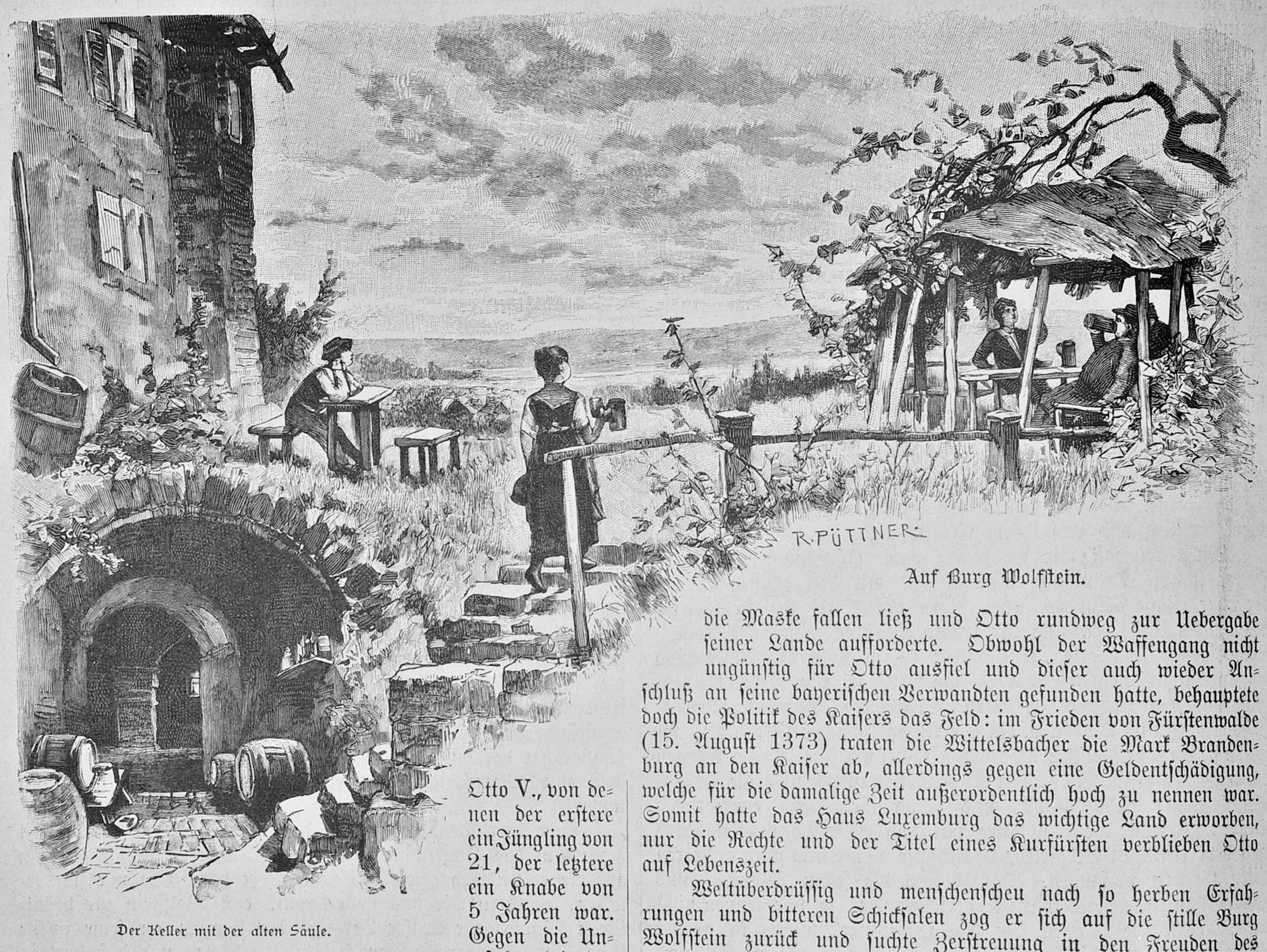
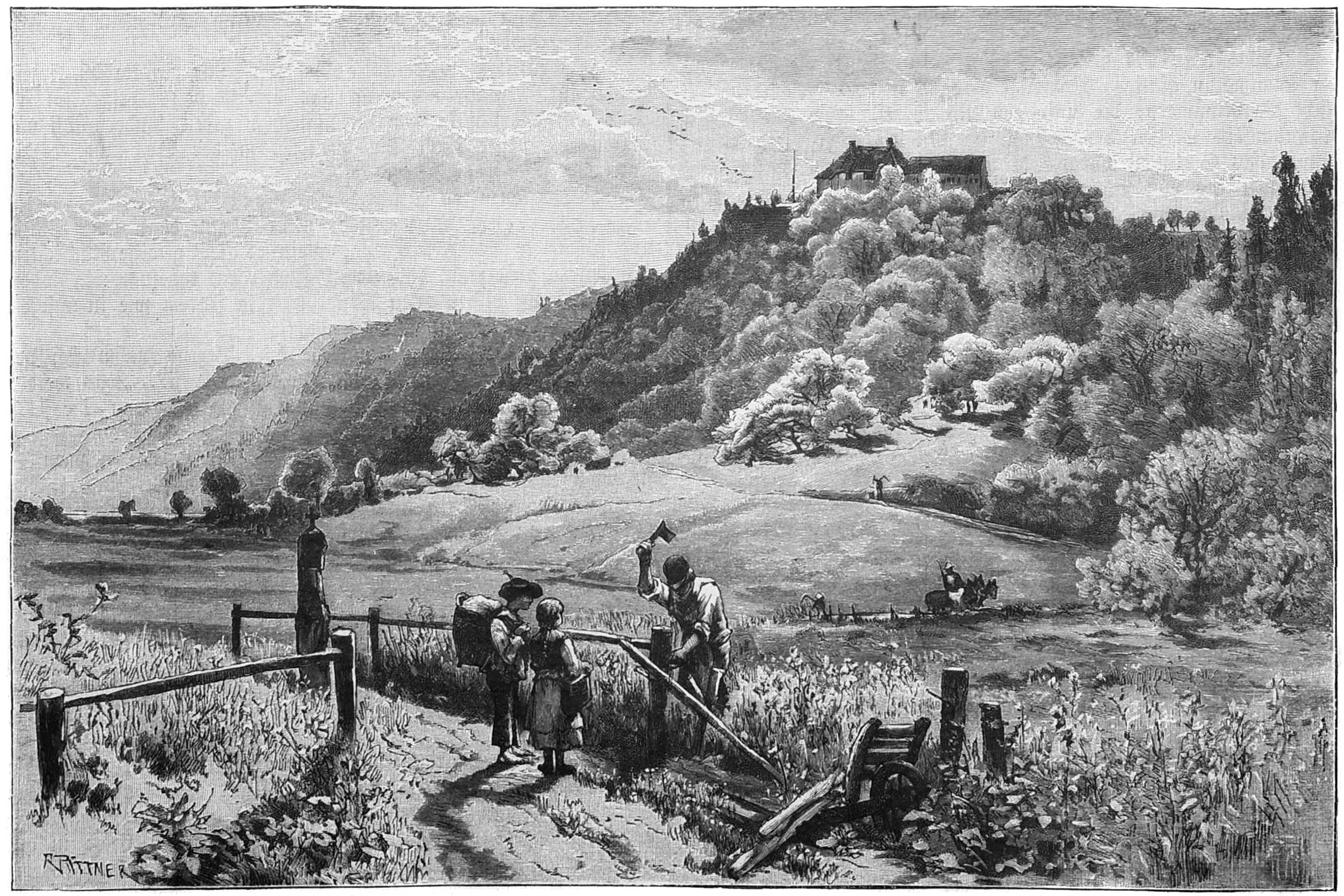